# Pseudoleptochilus frenchi
Pseudoleptochilus frenchi är en stekelart som först beskrevs av Dusmet 1917.  Pseudoleptochilus frenchi ingår i släktet Pseudoleptochilus och familjen Eumenidae. Inga underarter finns listade i Catalogue of Life.